# Abarth
Az Abarth & C. S.p.A a Stellantis autógyártó csoport részeként működő olasz sportautó- és tuningmárka. 1949-ben az olasz-osztrák Carlo Abarth alapította.

## Története

### 1949 – Abarth & C.

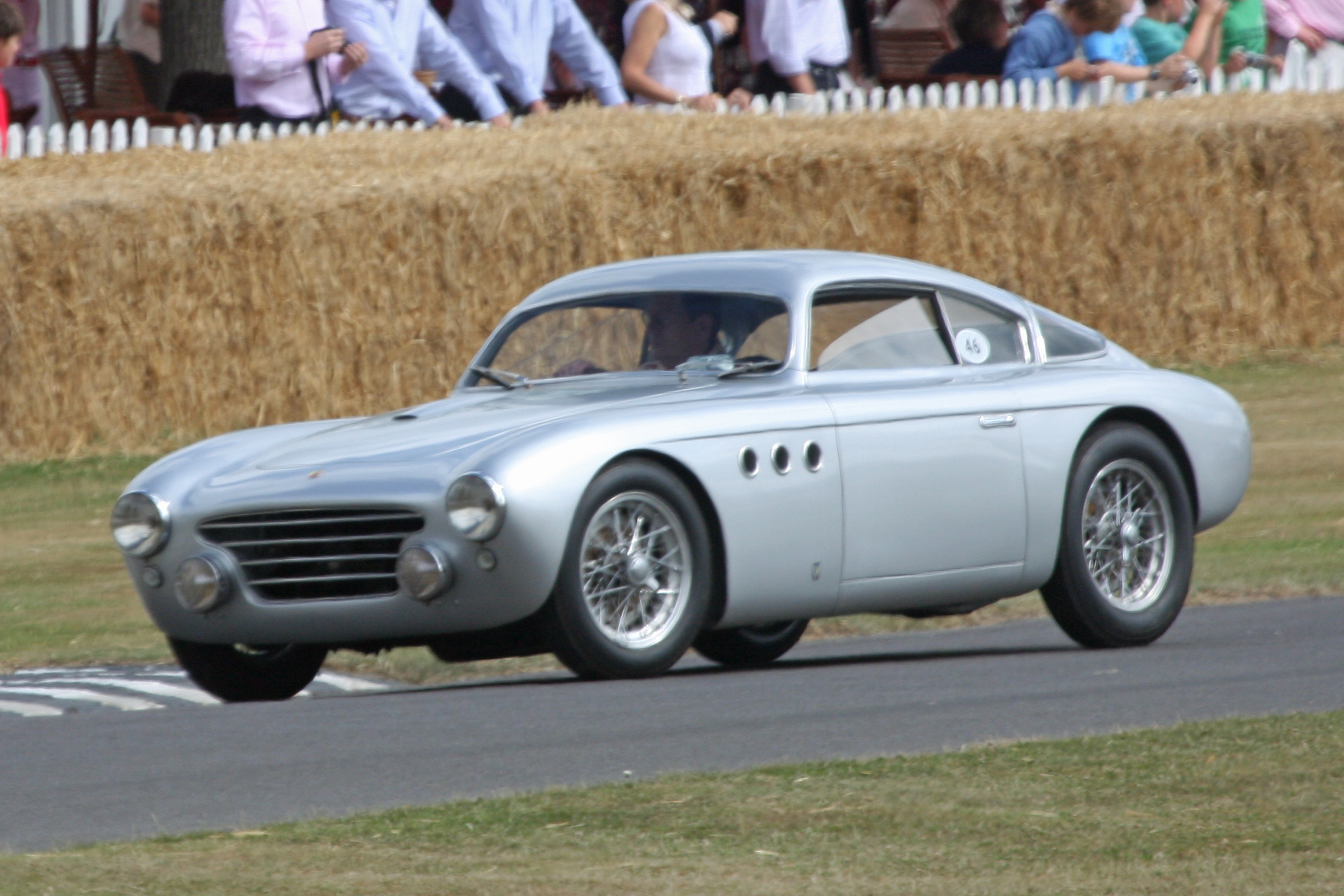
1950-es 205A, az egyik első Abarth autó

1947-től Carlo Abarth a Porsche olaszországi képviselőjeként a Cisitalia-nál dolgozott. A következő évben a gyártó a csőd szélére került, és az alapító, Piero Dusio Argentínába repült, majd 1949-ben Abarth is kiszállt a projektből.
Az Armando Scagliarini által finanszírozott Abarth, átvette a Cisitalia vagyonát és 1949. március 31-én barátjával létre hozták az Abarth és Társa nevű vállalkozást. A márka emblémája Abarth születési csillagjegyéből a piros-sárga pajzsra helyezett fekete skorpióból ihlette.
A Cisitalia felszámolásából az Abarth öt 204 sportautót (két komplett Spidert és három befejezetlent), egy D46-os együléses autót és különféle alkatrészeket szerzett be. A Cisitalia 204-eseket azonnal átkeresztelték Abarth Cisitalia 204A-ra. Az Abarth elkezdett sportkocsikat építeni és versenyeztetni, amelyeket az utolsó Cisitalia autókból fejlesztettek ki. Guido Scagliarini mellett a "Squadra Abarth" versenycsapat korábbi sikeres versenyzőket versenyeztetett, köztük Tazio Nuvolarit, Franco Cortese-t és Piero Taruffit. 1950. április 10-én a Palermo–Monte Pellegrino versenytávot Tazio Nuvolari az Abarth 204A volánja mögött megnyerte az osztályában. A versenyzés mellett a cég fő tevékenysége a kiegészítők és teljesítménynövelők gyártása és értékesítése volt. Az alkatrészek kifejezetten a Fiat, a Lancia, a Cisitalia és Simca autókhoz, például szívócsövek és hangtompítók.
1951. április 9-én a cég székhelyét Torinóba helyezték át. 1952-ben kezdet a vállalkozás jó kapcsolatot kialakítani a Fiattal, amikor megépítették az Abarth 1500 Bipostót a Fiat mechanikájára.
1957-ben az Abarth megállapodást kötött a Fiattal, melynek értelmében közvetlen díjat fizettek a sikeres versenyzésért. Az Abarth ennek megfelelően számtalan hegyi- és sportkocsi-versenyen indult autóival szerte a világon, főként 850-2000 köbcentiméteres kategóriákban, a Porsche 904-el és a Ferrari Dinóval versenyezve a magasabb kategóriákban. Mivel az eredmények száma alapján fizették őket, az Abarth minden lehetséges osztályban és a világ országaiban benevezte autóit. 1962-től 1965-ig Hans Herrmann gyári pilóta volt a cégnél, 1963-ban Teddy Pilette-tel megnyerte az 500 km-es Nürburgringet.
Abarth megígérte Johann Abtnak, hogy ingyen versenyezhet egy gyári autóval, ha minden versenyt megnyer, amelyre benevezett. Abt-nak majdnem sikerült; a 30 benevezett versenyből 29-et nyert meg, egyszer pedig második lett. Később Abt megalapította az Abt Sportsline-t.

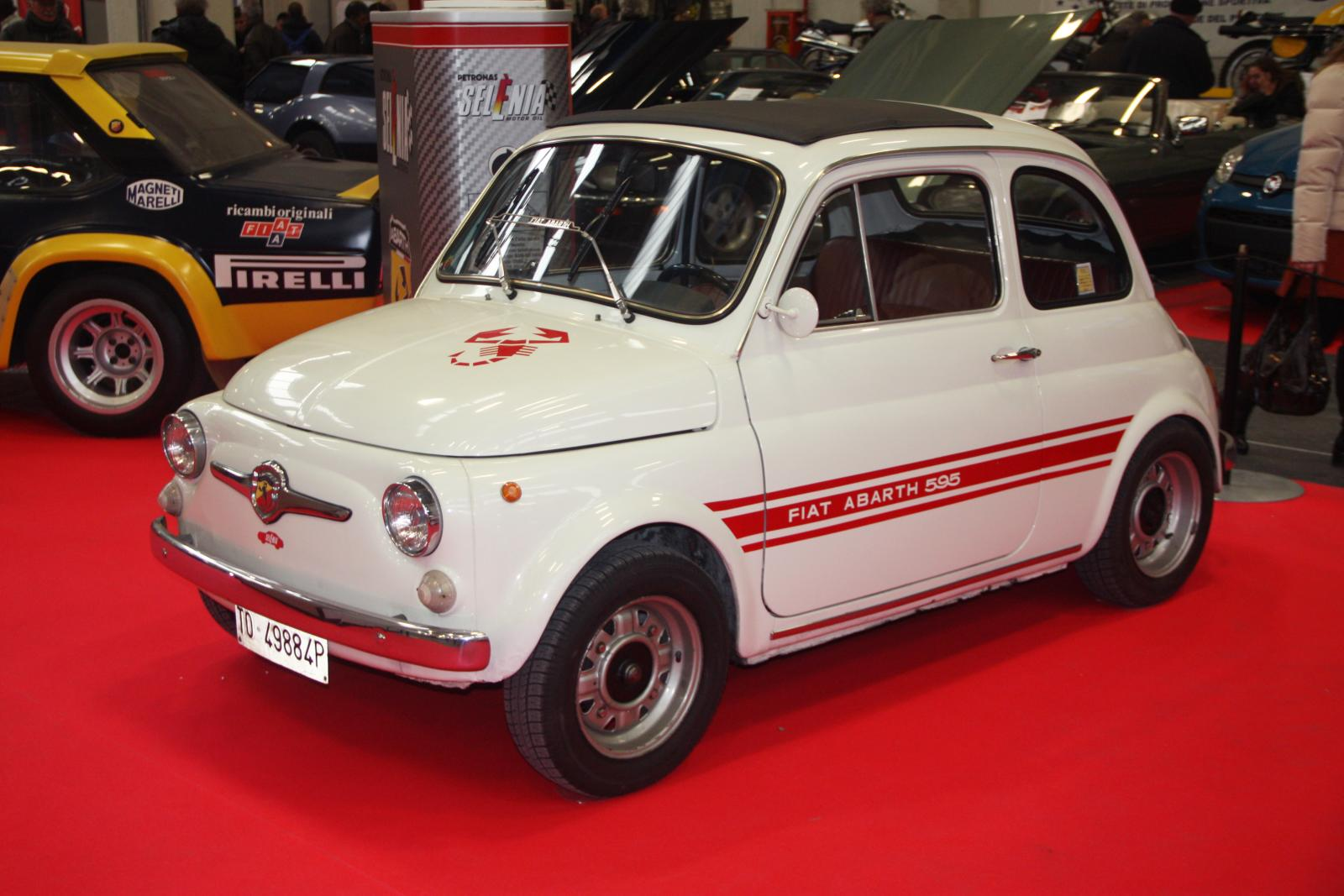
Abarth 595, a Fiat 500 alapjaira épült

Az Abarth nagy teljesítményű kipufogócsöveket gyártott, melyeket közúti járművek tuningkészleteivé vált, főként a Fiat számára. Az 1950-es évekbeli Lambretta „D” és „LD” modellekhez versenykipufogót gyártottak. Az eredeti Abarth LD kipufogók ma már értékes gyűjtői tárgyak. A Lambretta még több 125 köbcentis motorkerékpár szárazföldi sebességrekordját is megőrizte az 1950-es években, részben az Abarth által számukra kifejlesztett kipufogó miatt.
1958-ban az Abarth a milánói Alfa Romeóval együttműködve kifejlesztette az Abarth Alfa Romeo 1000-et. Elküldtek egy mérnököt, Mario Coluccit, hogy felügyelje a folyamatot. Abarthot lenyűgözte a képessége, és bár az autó egyedi maradt, Colucci 1960-ban az Abarth műszaki igazgatói posztját kapta. Colucci első terve egy középmotoros, csővázas roadster volt, amely a 750-es motort használta. Az Abarth Spider Sport-nak szerencsétlen periódusa volt, és soha nem ért el nagy sikereket a versenyeken, míg maga Abarth a hátsó motor elrendezését részesítette előnyben, és továbbra is mindkét típust kínálta. A Spider Sport sorozat 700 és 1000 köbcentiméteres lökettérfogattal is készült, míg néhány késői példányt Simca eredetű, 1300 köbcentiméteres motorokkal szereltek fel. A Colucci következő terve, a Group 4 1000 SP sokkal sikeresebb volt, és egy sor középmotoros, csővázas, üvegszálas testű sportprototípust szült.
A Fiattal való szoros együttműködés mellett ritkán kerülhetett sor más gyártóval való közös munkára, mint például a Simcával vagy az Alfa Romeóval.

### 1971 – Eladás a Fiatnak
Carlo 1971. július 31-én eladta az Abarth-ot a Fiatnak. A felvásárlást csak október 15-én hozták nyilvánosságra. A márkanév és az utcai autós részlege a Fiat, míg a sportautó részleg az Enzo Osella tulajdonába került. Osella autókat, alkatrészeket, technikusokat és sofőröket szerzett, köztük Arturo Merzario-t, és folytatta a versenyzést, megalapítva az Osella versenycsapatot.
A Fiat tulajdonában az Abarth a Fiat Group versenyosztálya lett, amelyet Aurelio Lampredi motortervező irányított. Az Abarth előkészítette a Fiat rali autóit, köztük a Fiat 124 Abarth Rallyt és a 131 Abarthot. 1977 decemberében, az 1978-as versenyszezon előtt, a korábban versengő Abarth-ot és Squadra Corse Lanciát a Fiat egyesítette. Cesare Fiorio-t nevezték ki igazgatónak, míg Daniele Audetto sportigazgató volt. A kombinált versenyosztály kifejlesztette a Lancia Beta Montecarlo Turbót 5-ös csoportú versenyautót, amely 1980-ban megnyerte a márkák világbajnokságát és 1981-ben az állóképességi világbajnokságot. Megalkotta a Lancia Rally 037 B-csoportos rali autót is, amely megnyerte a Lancia számára az 1983-as gyártói világbajnokságot.
1981. október 1-jén az Abarth & C. megszűnt, helyét a Fiat Auto Gestione Sportiva vette át, az anyavállalat versenyprogramok menedzselésére szakosodott részlege, amely 1999 végéig működött, amikor megváltozott a Fiat Auto Corse SpA-ra.
A Fiat vagy leányvállalatai, a Lancia és az Autobianchi által épített kereskedelmi modellek az Abarth társmárkáját viselték, köztük az Autobianchi A112 Abarthot, amely egy könnyű és olcsó autó volt. Az A112 Abarth-t 58 lóerős motorral mutatták be, majd hamarosan egy 70 lóerős, és egy speciális "A112 Abarth-trophy"-t futtattak 1977 és 1984 között.
Az 1980-as években az Abarth nevet főleg a nagy teljesítményű autók jelölésére használták, mint például a Fiat Ritmo Abarth 125/130 TC-t.
A 2000-es években a Fiat az Abarth márkát használta a felszereltségi/modellszint megjelölésére, akárcsak a Fiat Stilo Abarth esetében.

### 2007 – Az Abarth & C. S.p.A. újjászületése
2007. február 1-jén az Abarth különálló vállalkozásként újra alakult Abarth & CSpA néven, amelyet 100%-ban a Fiat Group Automobiles SpA, a Fiat SpA gyártásával és értékesítésével foglalkozó leányvállalata irányít. Az első piacra dobott modellek az Abarth Grande Punto és az Abarth Grande Punto S2000 voltak. A márka az Officine 83-ban található, amely a régi Mirafiori mérnöki üzem része. [25] A vezérigazgató 2022-től Olivier François . 2015-ben az Abarth anyavállalatát átnevezték FCA Italy S.p.A.-ra, ami tükrözi a Fiat S.p.A.-nak a Fiat Chrysler Automobilesbe való beolvadását.

### Yamaha XSR900 Abarth
2017-ben az Abarth együttműködött a Yamahával egy limitált szériás motorkerékpár, a „Sport Heritage café racer special” néven. Az XSR900 Abarth névre keresztelt 847 köbcentiméteres, három hengeres CP3 motorblokkja, a Yamaha XSR900-ra épült.

## Modellek

### Jelenlegi modellek
| 500                                                                           | 500C                                                                       | Pulse                                                                                   | Fastback                                                                                   |
| ----------------------------------------------------------------------------- | -------------------------------------------------------------------------- | --------------------------------------------------------------------------------------- | ------------------------------------------------------------------------------------------ |
| Osztály: Városi autó Karosszéria: 3 ajtós ferdehátú Gyártás: 2008–jelenleg is | Osztály: Városi autó Karosszéria: 3 ajtós kabrió Gyártás: 2010–jelenleg is | Osztály: Szubkompakt crossover Karosszéria: 5 ajtós ferdehátú Gyártás: 2022–jelenleg is | Osztály: Szubkompakt crossover SUV Karosszéria: 5 ajtós kupé SUV Gyártás: 2023–jelenleg is |
|                                                                               |                                                                            |                                                                                         |                                                                                            |

### Az Abarth által gyártott autók
- Fiat-Abarth 500
- Fiat-Abarth 750[30]
- Fiat-Abarth 1000 TC (Fiat 600 based)
- Fiat-Abarth 850 TC
- Abarth 1100 Scorpione Spider (Boano)
- Abarth 1500 Biposto
- Abarth Simca 2000 – coupé
- Abarth 204A
- Abarth 205A Berlinetta
- Alfa Romeo Abarth 2000 Coupe
- Abarth 207A Spyder Corsa Boano
- Abarth 208A Spyder Boano
- Abarth 209A Coupé Boano[31]
- Abarth 210A Spyder Boano
- Porsche 356 B Carrera GTL Abarth
- Abarth Simca 1300 GT
- Fiat-Abarth OT1000
- Fiat-Abarth 1000 OTR Berlinetta Bertone
- Fiat-Abarth OT1600
- Fiat-Abarth OT 2000 Competition Coupé[32]
- Fiat-Abarth 750 Zagato
- Fiat-Abarth 2200
- Fiat-Abarth 750 Spider Allemano
- Fiat-Abarth 2400
- Fiat Abarth 1000 TCR Berlina
- Abarth 215A Coupé Bertone[33]
- Abarth 216A Spyder Bertone[33]
- Fiat Abarth 1000 SP
- Fiat Abarth OTR 1000
- Autobianchi A112 Abarth
- Fiat-Abarth 595 SS
- Fiat-Abarth 695 SS
- Abarth OT 1300
- Abarth Monomille
- Abarth Grand Prix/Scorpione
- Abarth 3000 Prototipo
- Fiat Ritmo 125/130 TC Abarth
- Fiat Abarth 124 Rally
- Fiat 131 Abarth Rally
- Lancia Rally 037

### Nem az Abarth által gyártott, de Abarth-jelvényekkel ellátott autók
- Fiat Bravo GT/HGT (Abarth)
- Fiat Stilo 2.4 Abarth
- Fiat Punto HGT (Abarth)
- Fiat Cinquecento Sporting (Abarth)
- Fiat Seicento Sporting (Abarth)

### Az Abarth & C. S.p.A. (2007–) alatt gyártott autók
- Abarth 500 / Fiat 500 Abarth (NA)
- Abarth 595
- Abarth 695
- Abarth Grande Punto
- Abarth Punto Evo
- Abarth 124 Spider / Fiat 124 Spider Abarth (NA)
- Fiat Abarth Punto
- Abarth Pulse
- Abarth Fastback

### Abarth tuninggal gyártott autók
- Fiat 500 TwinAir byAbarth
- Fiat 500S by Abarth
- Fiat Avventura Powered by Abarth
- Fiat Urban Cross Powered by Abarth
- Fiat Fastback Limited Edition Powered by Abarth

### Más gyártók által az Abarth közreműködésével gyártott autók
- Lancia Delta S4 for Group B – Helped to engineer the engine which utilised a supercharger and turbocharger.

### Fiat Corse – N Technology által gyártott autók Abarth néven
- Fiat Punto Abarth (csak rali verzió)
- Fiat Cinquecento 900 Trofeo kitcar (a csapatoknak saját raliautójukat kellett megépíteniük a Fiat N Technology-ból származó Abarth versenyalkatrészekből)
- Fiat Cinquecento Sporting 1.1 Rally car
- Fiat Seicento Sporting 1.1 Rally car